# Постоянное представительство Губернатора Свердловской области при президенте Российской Федерации
Постоянное представительство Губернатора Свердловской области при президенте Российской Федерации — государственное учреждение, созданное 8 июня 1994 года для представления интересов Свердловской области в федеральных органах власти, укрепления связей региона с государственными структурами, общественными организациями и деловыми кругами. 
Учреждение обеспечивает эффективное взаимодействие органов государственной власти Свердловской области с федеральными институтами.
Основные цели Представительства — продвижение интересов региона на федеральном уровне, содействие в реализации крупных инвестиционных, инфраструктурных и социальных проектов, а также развитие межрегионального сотрудничества. Представительство играет ключевую роль в укреплении позиций Свердловской области как одного из ведущих регионов России. Оно способствует решению стратегических задач: привлечению инвестиций, развитию внутреннего туризма, продвижению научного и промышленного потенциала региона, а также поддержке социальных и патриотических инициатив.

## Ключевые направления работы
- представление интересов Свердловской области[2]
- координация взаимодействия с федеральными органами власти;
- содействие в привлечении инвестиций и реализации национальных проектов;
- участие в организация мероприятий по продвижению региона;
- сопровождение в федеральных органах государственной власти программ и проектов.

Представительство участвует в мероприятиях, направленных на сохранение исторической памяти и поддержку военнослужащих.

## Деятельность
В преддверии 80-летия Победы в Великой Отечественной войне делегация Представительства во главе с Постоянным представителем Губернатора Свердловской области при Президенте Российской Федерации Андреем Цыкуном посетила большой десантный корабль «Орск» Черноморского флота России. Визит стал символом связи региона с Вооружёнными Силами и отражением приверженности патриотическим инициативам.
В рамках гуманитарной миссии представители учреждения регулярно посещают военные госпитали Москвы и Подмосковья, передают гуманитарную помощь, оказывают содействие в решении частных и системных проблем, с которыми сталкиваются уральские военнослужащие на лечении.
Представительство также активно поддерживает социальные и патриотические инициативы. Например, в рамках подготовки к 80-летию Победы Свердловская область присоединилась к акции «Живая память благодарных поколений», передав в Музей Победы несколько десятков тысяч советских монет для создания памятника на Поклонной горе.